# Willem III van Toulouse
Willem III van Toulouse (voor 969 - na 14 september 1037) Taillefer, was een zoon van Raymond (V) van Toulouse en van Adelheid van Anjou.
Willem volgde zijn vader in 978 op als graaf van Toulouse, Albi en de Quercy (regio). Hij was markgraaf van Septimanië. In zijn tweede huwelijk (voor 992) trouwde hij met Emma (ca. 975 - na 1063), dochter van Rotbold III van Provence. Hierdoor verwierf Willem ook bezittingen in de Provence. Willem eigende zich bezittingen toe van de abdij van Lézat-sur-Lèze. Dit slechte voorbeeld werd door zijn vazallen nagevolgd en pas na een persoonlijke vermaning door de paus gaf Willem rond 1020 de bezittingen terug. De stad Toulouse wist Willem te dwingen om de belastingen op de markten af te schaffen. Willem is verder bekend door een aantal schenkingen in de Provence, de Languedoc en Toulouse. Willem is begraven in de basiliek van Saint-Sernin te Toulouse.
In zijn eerste huwelijk was Willem getrouwd met Gersinde. Zij hadden twee zoons: Raymond en Ailaric/Hendrik die beiden in 999 worden genoemd maar voor hun vader overleden. Uit het tweede huwelijk met Emma kreeg Willem ook twee zoons:
- Pons Willem
- Bertrand (997/998 - na 23 april 1040), die mogelijk rechtens zijn moeder graaf in de Provence werd.

Bij een onbekende minnares kreeg Willem nog een dochter (mogelijk met de naam Emma), die trouwde met Odon Raymond, heer van L'Isle-Jourdain (Gers). Haar zoon Bertrand werd ca. 1073 bisschop van Comminges en overleed in 1023.

## Voorouders[bron?]
| Voorouders van Willem III van Toulouse (969-1037) | Voorouders van Willem III van Toulouse (969-1037)                       | Voorouders van Willem III van Toulouse (969-1037)                       | Voorouders van Willem III van Toulouse (969-1037)                   | Voorouders van Willem III van Toulouse (969-1037)                   | Voorouders van Willem III van Toulouse (969-1037)                                | Voorouders van Willem III van Toulouse (969-1037)                                | Voorouders van Willem III van Toulouse (969-1037)                     | Voorouders van Willem III van Toulouse (969-1037)                     |
| ------------------------------------------------- | ----------------------------------------------------------------------- | ----------------------------------------------------------------------- | ------------------------------------------------------------------- | ------------------------------------------------------------------- | -------------------------------------------------------------------------------- | -------------------------------------------------------------------------------- | --------------------------------------------------------------------- | --------------------------------------------------------------------- |
| Overgrootouders                                   | Raymond III van Toulouse (90-944/969) ∞ Gersenda van Gascogne (-na 972) | Raymond III van Toulouse (90-944/969) ∞ Gersenda van Gascogne (-na 972) | ? (-) ∞ ? (-)                                                       | ? (-) ∞ ? (-)                                                       | Fulco I van Anjou (888-942) ∞ Roscilla van Loches, Villanstrans en Les Hayes (-) | Fulco I van Anjou (888-942) ∞ Roscilla van Loches, Villanstrans en Les Hayes (-) | ? (-) ∞ ? (-)                                                         | ? (-) ∞ ? (-)                                                         |
| Grootouders                                       | Raymond (IV) van Toulouse (930-972) ∞ Gundilindis (-)                   | Raymond (IV) van Toulouse (930-972) ∞ Gundilindis (-)                   | Raymond (IV) van Toulouse (930-972) ∞ Gundilindis (-)               | Raymond (IV) van Toulouse (930-972) ∞ Gundilindis (-)               | Fulco II van Anjou (909-958) ∞ Gerberga van Orléans (~920 - voor 952)            | Fulco II van Anjou (909-958) ∞ Gerberga van Orléans (~920 - voor 952)            | Fulco II van Anjou (909-958) ∞ Gerberga van Orléans (~920 - voor 952) | Fulco II van Anjou (909-958) ∞ Gerberga van Orléans (~920 - voor 952) |
| Ouders                                            | Raymond (V) van Toulouse (950-975) ∞ Adelheid van Anjou (~947-1026)     | Raymond (V) van Toulouse (950-975) ∞ Adelheid van Anjou (~947-1026)     | Raymond (V) van Toulouse (950-975) ∞ Adelheid van Anjou (~947-1026) | Raymond (V) van Toulouse (950-975) ∞ Adelheid van Anjou (~947-1026) | Raymond (V) van Toulouse (950-975) ∞ Adelheid van Anjou (~947-1026)              | Raymond (V) van Toulouse (950-975) ∞ Adelheid van Anjou (~947-1026)              | Raymond (V) van Toulouse (950-975) ∞ Adelheid van Anjou (~947-1026)   | Raymond (V) van Toulouse (950-975) ∞ Adelheid van Anjou (~947-1026)   |